# 奥江晴紀
奥江 晴紀（おくえ はるき、1972年10月21日 - ）は日本の書道家、著作家、教員。東京都小平市在住。

## 来歴
1995年、早稲田大学教育学部国語国文学科卒業。在学中は中古文学を専攻し、中野幸一ゼミで『源氏物語』 を研究。学科初の小野梓記念賞を受賞し、在学中には大隈重信記念奨学生に選出される。2016年、読売書法展準大賞を最年少で受賞。
2018年平昌オリンピック日中韓三国書道家代表として韓国政府より招聘され、大作「白銀を行け」を芸術の殿堂へ出品。平昌オリンピック国際学術会議に日本代表として出席・講演。
現在、読売書法会常任理事を務めるなど書家として幅広く活動する中で、「書道研究稲心会」を主宰。埼玉県所沢市、東京都小平市、東京都渋谷区にて書道教室を開設する他、東京都多摩市内の多摩大学附属聖ヶ丘中学校・高等学校、文京区内の獨協中学校・高等学校にも勤務し、若手の書写・書道教育にも注力している。

## 役職
- 読売書法会常任理事[3]
- （公社）日展会友[3]
- 玄武書道展メンバー 東京事務局[3]
- 日本書道芸術連盟理事長[3]
- 書道研究藍筍会総務理事・運営委員[3]
- 書写技能検定審査委員[3]
- 埼玉県書道芸術連盟副総裁・理事長[3]
- （一社）国際文字文化検定協会諮問委員[3]

## 受賞歴
- 早稲田大学小野梓記念芸術賞[3]
- 三笠宮寛仁親王殿下賞[3]
- 文部大臣奨励賞[3]
- 読売準大賞2回[3]
- 読売新聞社賞[3]
- 日展入選18回[3]

## 著書
- 『美しく書く小筆字の年賀状』（木耳社）
- 『美しく書くかなの年賀状』（木耳社）
- 『本格の書　小倉百人一首』（勉誠出版）
- 『常用漢字字典』（芸術新聞社）